# Festival Internacional de Cine de Venecia de 1980
La 37.ª Mostra de Venecia se celebró del 28 de agosto al 8 de septiembre de 1980.

## Jurado
Estos fueron los jueces de esta edición de 1980:
- Suso Cecchi d'Amico (Presidente)
- Yûssif Châhine
- Michel Ciment
- Umberto Eco
- Gillo Pontecorvo
- Andrew Sarris
- George Stevens, Jr.
- Margarethe von Trotta

## Películas

### Selección oficial

#### En Competición
Las películas siguientes compitieron para el León de Oro:
| Título en español       | Título original                | Director(es)          | País        |
| ----------------------- | ------------------------------ | --------------------- | ----------- |
| La edad de la Tierra    | A idade da terra               | Glauber Rocha         | Brasil      |
| Alejandro el Grande     | O Megalèxandros                | Theo Angelopoulos     | Grecia      |
| Atlantic City           | Atlantic City                  | Louis Malle           | Canadá      |
| Gloria                  | Gloria                         | John Cassavetes       | EE. UU.     |
| Un golpe con estilo     | Going in Style                 | Martin Brest          | EE. UU.     |
| La petite sirène        | La petite sirène               | Roger Andrieux        | Francia     |
| Melvin y Howard         | Melvin and Howard              | Jonathan Demme        | EE. UU.     |
| Las cosas de Richard    | Richard's Things               | Anthony Harvey        | Reino Unido |
| Story of an Unknown Man | Rasskaz o neisvestnom čeloveke | Vitautas Zalakevicius | URSS        |
| Deux lions au soleil    | Deux lions au soleil           | Claude Faraldo        | Francia     |

### Fuera de concurso
Las películas siguientes fueron seleccionadas para ser exhibidas como fuera de concurso:
| Título en español         | Título original    | Director(es)    | País        |
| ------------------------- | ------------------ | --------------- | ----------- |
| Eugenio, un niño sin amor | Voltati Eugenio    | Luigi Comencini | Italia      |
| Phobia                    | Phobia             | John Huston     | Canadá      |
| El factor humano          | The Human Factor   | Otto Preminger  | Reino Unido |
| Long Days                 | Al-ayyam al-tawila | Tewfik Saleh    | Irak        |

### Mezzogiorno-Mezzanotte
Una sección volcada en superproducciones, remakes o excentricidades.
| Título en español      | Título original         | Director(es)     | País        |
| ---------------------- | ----------------------- | ---------------- | ----------- |
| El imperio contraataca | The Empire Strikes Back | Irvin Kershner   | Reino Unido |
| El corcel negro        | The Black Stallion      | Carroll Ballard  | EE. UU.     |
| Relámpago sobre agua   | Lightning Over Water    | Wim Wenders      | RFA         |
| Loulou                 | Loulou                  | Maurice Pialat   | Francia     |
| Mi tío de América      | Mon oncle d'Amérique    | Alain Resnais    | Francia     |
| Premier pas            | Premier pas             | Mohamed Bouamari | Argelia     |

### Officina Veneziana
| Título en español                | Título original              | Director(es)              | País           |
| -------------------------------- | ---------------------------- | ------------------------- | -------------- |
| Les enfants du vent              | Aulad el rih                 | Brahim Tsaki              | Italia         |
| Ajándék ez a nap                 | Ajándék ez a nap             | Péter Gothár              | Hungría        |
| Ópera prima                      | Ópera prima                  | Fernando Trueba           | España         |
| Oxalá                            | Oxalá                        | António-Pedro Vasconcelos | Portugal       |
| El amor bajo las gotas de lluvia | Lásky mezi kapkami deste     | Karel Kachyna             | Checoslovaquia |
| Petria's Wreath                  | Petrijin venac               | Srdjan Karanovic          | Yugoslavia     |
| Uomini e no                      | Uomini e no                  | Valentino Orsini          | Italia         |
| L'altra donna                    | L'altra donna                | Peter Del Monte           | Italia         |
| La ragazza di via Mille lire     | La ragazza di via Mille lire | Gianni Serra              | Italia         |
| Las perversiones de Wanda        | Masoch                       | Franco Brogi Taviani      | Italia         |
| Les nouveaux romantiques         | Les nouveaux romantiques     | Mohamed Benayat           | Francia        |
| C'est la vie                     | C'est la vie                 | Paul Vecchiali            | Francia        |
| Guns                             | Guns                         | Robert Kramer             | Francia        |
| La insurrección                  | Der Aufstand                 | Peter Lilienthal          | RFA            |
| Lena Rais                        | Lena Rais                    | Christian Rischert        | RFA            |
| La repetition generale           | La repetition generale       | Werner Schroeter          | RFA            |
| Charlotte                        | Charlotte                    | Frans Weisz               | RFA            |
| Pilgrim, Farewell                | Pilgrim, Farewell            | Michael Roemer            | EE. UU.        |

Fuera de concurso
| Título en español                  | Título original                    | Director(es)             | País    |
| ---------------------------------- | ---------------------------------- | ------------------------ | ------- |
| Berlin Alexanderplatz              | Berlin Alexanderplatz              | Rainer Werner Fassbinder | RFA     |
| Edfou (corto)                      | Edfou (corto)                      | Ibrahim El Mougui        | Egipto  |
| Gummoving (corto)                  | Gummoving (corto)                  | Hanna Frenzel            | RFA     |
| El misterio de Oberwald            | Il Mistero di Oberwald             | Michelangelo Antonioni   | Italia  |
| Kontrakt (TV)                      | Kontrakt (TV)                      | Krzysztof Zanussi        | Polonia |
| Luis II de Baviera, el rey loco    | Ludwig                             | Luchino Visconti         | Italia  |
| Vacanze in Val Trebbia             | Vacanze in Val Trebbia             | Marco Bellocchio         | Italia  |
| Venezia ultima serata di carnevale | Venezia ultima serata di carnevale | Carlo Tuzii              | Italia  |

## Controcampo Italiano
| Título original                                       | Director(es)         |
| ----------------------------------------------------- | -------------------- |
| Alcool                                                | Augusto Tretti       |
| Augh! Augh!                                           | Marco Toniato        |
| Can Cannes                                            | Franco Scepi         |
| Con... fusione                                        | Piero Natoli         |
| Eroina                                                | Massimo Pirri        |
| Feste, farina e...                                    | Nino Russo           |
| Nella città perduta di Sarzana                        | Luigi Faccini        |
| Razza selvaggia                                       | Pasquale Squitieri   |
| Semmelweis                                            | Gianfranco Bettetini |
| Stupende le mie amiche                                | Alessandro Scalco    |
| Un'altra Italia nelle bandiere dei lavoratori (corto) | Paolo Gobetti        |

## Retrospectivas
En esta edición, se proyectó una retrospectiva de homenaje a la cinematografía Kenji Mizoguchi así como se rindió homenaje a los 80 años de Alessandro Blasetti y a la muerte de Peter Sellers. También se exhibió el primer largometraje sonoro de la historia del cine italiano La canzone dell'amore y la recuperación del film de Marcel L'Herbier Le vertige de 1926. 

## Premios

### Premios oficiales[8]
- León de Oro:  
  - Atlantic City de Louis Malle
  - Gloria de John Cassavetes
- León de Plata - Gran Premio del Jurado: Alejandro el Grande de Theo Angelopoulos
- León de Plata a la mejor ópera prima: Ajándék ez a nap de  Péter Gothár

### Premios paralelos
- Premio FIPRESCI: Alejandro el Grande de Theo Angelopoulos
- Premio OCIC: Eugenio, un niño sin amor de Luigi Comencini

Mención especial: Berlin Alexanderplatz de  Rainer Werner Fassbinder
Mención honorable:
- - Gloria de John Cassavetes
  - Kontrakt de Krzysztof Zanussi
- Premio UNICEF: Eugenio, un niño sin amor de Luigi Comencini

Mención especial: Kontrakt de Krzysztof Zanussi
- Premio Pasinetti 
  - Mejor película - Les enfants du vent de Brahim Tsaki
  - Mejor actor - George Burns, Art Carney, Lee Strasberg por Un golpe con estilo
  - Major actriz - Liv Ullmann por Las cosas de Richard
- Premio Pietro Bianchi: Alessandro Blasetti
- Premio AGIS: 
  - El misterio de Oberwald de  Michelangelo Antonioni
  - Kontrakt de Krzysztof Zanussi
  - Mi tío de América de Alain Resnais
  - Ópera prima de Fernando Trueba
- Mención especial del jurado
  - Guns de  Robert Kramer
  - L'altra donna de  Peter Del Monte
  - Lena Rais de Christian Rischert
  - Spasatel de  Sergey Solovyev